# Lucian Adams
Pour les articles homonymes, voir Adams.
Lucian Adams, né le 26 octobre 1922 à Port Arthur et mort le 31 mars 2003 à San Antonio, est un soldat de l’United States Army décoré de la Medal of Honor pour ses actions pendant la Seconde Guerre mondiale, notamment en Italie et en France.

## Biographie
Lucian Adams naît le 26 octobre 1922 à Port Arthur dans l’État du Texas aux États-Unis d’Amérique. Il est issu d’une famille nombreuse d’origine mexicaine, dont il est l’un des douze enfants. Après avoir terminé sa scolarité en 1940-1941, il travaille dans une usine produisant du matériel militaire avant de rejoindre l’United States Army en 1943.
Après sa formation initiale, il reçoit le grade de staff sergeant et participe à l’opération Shingle au début de l’année 1944. Il s’y fait remarquer en détruisant sans assistance un nid de mitrailleuse allemand, acte pour lequel il est recommandé une première fois pour la Medal of Honor. Avant que cette demande se concrétise, il est affecté au début de l’été au 30th Infantry Regiment de la 3rd Infantry Division, qui s’apprête à débarquer en Provence.
Les Américains se trouvent en octobre 1944 dans la région de Saint-Dié lorsque deux compagnies du bataillon d’Adams sont encerclées par les Allemands. Chargé de les dégager Adams et ses hommes se trouvent pris sous le feu de trois mitrailleuses, qui tuent trois Américains et en blessent six autres. Se trouvant isolé, Adams attaque seul les mitrailleuses à la grenade et au fusil-mitrailleur BAR. Il est recommandé une nouvelle fois pour la Medal of Honor, mais ce n’est qu’au printemps 1945 qu’il est sélectionné pour recevoir la décoration. La médaille lui est remise par le général Alexander Patch dans le stade de Nuremberg.
Démobilisé, il rentre aux États-Unis et travaille jusqu’à sa retraite pour la Veterans Administration à San Antonio, où il meurt le 31 mars 2003. Il est enterré au cimetière Cimetière national de Fort Sam Houston.

## Citation pour la médaille d'honneur
Alors qu'il servait au sein de la 30e régiment d'infanterie, 3e division d'infanterie, en France, la compagnie du sergent Adams tentait d'ouvrir des lignes de ravitaillement ; il a éliminé à lui seul les positions ennemies:
"Pour avoir fait preuve d'une bravoure et d'une intrépidité remarquables au péril de sa vie, au-delà de l'appel du devoir, le 28 octobre 1944, près de Saint-Dié, en France. Lorsque sa compagnie fut arrêtée dans sa tentative de traverser la forêt de Mortagne pour rouvrir la ligne de ravitaillement du troisième bataillon isolé, le sergent Adams brava le feu concentré des mitrailleuses dans un assaut solitaire contre une force de troupes allemandes. Bien que sa compagnie ait progressé de moins de 10 mètres et qu'elle ait perdu 3 tués et 6 blessés, le sergent Adams s'est lancé à l'assaut en esquivant d'arbre en arbre et en tirant à la hanche avec un BAR d'emprunt. Malgré les tirs intenses de mitrailleuses que l'ennemi dirigeait sur lui et les grenades à fusil qui frappaient les arbres au-dessus de sa tête, le couvrant de brindilles et de branches cassées, le sergent Adams se fraya un chemin jusqu'à 10 mètres de la mitrailleuse la plus proche et tua le mitrailleur avec une grenade à main. Un soldat ennemi lui a lancé des grenades à main depuis une position située à seulement 10 mètres, mais le sergent Adams l'a éliminé d'une seule rafale de BAR. Se lançant dans le tourbillon des tirs ennemis, il tua un autre mitrailleur à 15 mètres avec une grenade à main et força la reddition de deux fantassins en soutien. Bien que le reste du groupe allemand ait concentré toute la force de ses tirs d'armes automatiques dans un effort désespéré pour l'assommer, il continue à travers les bois pour trouver et exterminer 5 autres ennemis. Enfin, lorsque la troisième mitrailleuse allemande ouvrit le feu sur lui à une distance de 20 mètres, le sergent Adams tua l'artilleur par un tir de BAR. Au cours de l'action, il a personnellement tué 9 Allemands, éliminé 3 mitrailleuses ennemies, vaincu une force spécialisée armée d'armes automatiques et de lance-grenades, nettoyé les bois des éléments hostiles et rouvert les lignes de ravitaillement coupées pour les compagnies d'assaut de son bataillon."
Il a reçu la médaille d'honneur (Medal of Honor) le 29 mars 1945.

## Décorations et reconnaissances
Parmi les décorations et médailles de Lucian Adams figurent les suivantes:
|                                                        |  |  |
| A light blue ribbon with five white five pointed stars |  |  |
|                                                        |  |  |
|                                                        |  |  |

| Combat Infantryman Badge |                         |                         |                         |                                                |                                                |                                                |                                                |                            |                            |                            |                            |
| Medal of Honor           |                         |                         |                         |                                                |                                                |                                                |                                                |                            |                            |                            |                            |
| Bronze Star Medal        | Bronze Star Medal       | Bronze Star Medal       | Bronze Star Medal       | Purple Heart                                   | Purple Heart                                   | Purple Heart                                   | Purple Heart                                   | Army Good Conduct Medal    | Army Good Conduct Medal    | Army Good Conduct Medal    | Army Good Conduct Medal    |
| American Campaign Medal  | American Campaign Medal | American Campaign Medal | American Campaign Medal | European-African-Middle Eastern Campaign Medal | European-African-Middle Eastern Campaign Medal | European-African-Middle Eastern Campaign Medal | European-African-Middle Eastern Campaign Medal | World War II Victory Medal | World War II Victory Medal | World War II Victory Medal | World War II Victory Medal |

|  | 2 barrettes de service outre-mer |
|  | 1 bande de service               |